# RIM-7 Sea Sparrow
RIM-7 Sea Sparrow er et skibsaffyret, radarstyret luftforsvarsmissil. Missilet er en videreudvikling af AIM-7 Sparrow-missilet. Missilet er fremstillet i USA af Raytheon-koncernen.

## Udvikling
Den øgede trussel fra antiskibsmissiler betød at US Navy i begyndelsen af 1960'erne indledte et udviklingen af et missilsystem til skibe der skulle kunne engagere denne trussel. Systemet blev benævnt BPDMS (Basic Point Defense Missile System) og skulle være flådens standard selvforsvarssystem. I første omgang skulle det udvikles ved at modernisere og opgradere forgængeren MIM-46 Mauler-missilet. Dette program blev dog standset i 1965 da man overgik til at benytte det luft til luft-missilet AIM-7E som udgangspunkt. Resultatet blev RIM-7E5 Sea-Sparrow-missilet, der på alle kanter var identisk med det luftbårne udgangspunkt. I 1967 foretog flåden den første affyring af missilet fra et Mk. 25 missilsystem.

## Teknik
Selve Sea Sparrow-missilet er identisk med det luftaffyrede AIM-7 Sparrow. Missilet styres ved hjælp af en CW-ildledelsesradar. Radaren benytter en meget smal radarstråle rettet mod målet. Missilet følger radarstrålen frem til målet indtil det træffer.
I nyere versioner af Sea Sparrow missilet er det desuden muligt at engagere overflademål, hvilket er blevet en standard for amerikanske luftforsvarsmissiler og denne egenskab er også overført til Standard missil-familien. Dog kan der kun forventes større skader på mindre fartøjer da missilets sprænghoved kun er på 40 kg. I operative tests er det blandt andet lykkedes at sænke en gummibåd.

## Fremtid
Sea Sparrow missilet var det første amerikanskproducerede missil der var udviklet primært til at engagere antiskibsmissiler. Antiskibsmissilerne har dog udviklet sig enormt, især indenfor manøvredygtighed og hastighed. Et eksempel herpå er det sovjetisk udviklede SS-N-22 Sunburn, som i terminalfasen benytter voldsomme manøvrer og meget høj hastighed. Da selv de luftbårne Sparrow-missiler har problemer mod sådanne mål, anses det for sandsynligt at Sea Sparrow-missilerne ikke vil have stor træfsikkerhed mod sådanne mål. Mindste flyvehøjde for Sea Sparrow missilet er desuden 6 meter, hvilket igen begrænser dem mod moderne missiler der kan flyve så lavt som 2-5 meter over havets overflade. På dette grundlag blev mere effektive luftforsvarsmissiler, såsom RIM-162 Evolved Sea Sparrow Missile (forkortet ESSM) udviklet. Missilet er en videreudvikling af det grundlæggende Sea Sparrow-design, hvoraf kun dele af styresystemet er bevaret. I tæt udvikling med ESSM-systemet er RIM-116 RAM været i brug siden 1990'erne.
På trods af missilernes åbenlyse svagheder findes de stadig om bord på adskillige skibsklasser verden over, dette er hovedsaglig på grund af anskaffelsesomkostningerne. ESSM kan nemlig benyttes i de samme missilsystemer som Sea Sparrow-missilerne uden større ændringer på de avancerede systemer om bord på skibene. Dog kan der være ekstra omkostninger med henblik på at opgradere ildledelsesradarerne til kunne udnytte ESSM's egenskaber fuldt ud.

## Varianter
- RIM-7E5: Den første serieproducerede version, ingen forskel fra AIM-7E.
- RIM-7F: En forbedret version der integrerer opgraderingerne fra det luftbårne AIM-7M.
  - RIM-7F Block I: Denne version gør det muligt at engagere mål under 15 meter.
  - RIM-7F Block II: Forbedrede antijamming-funktioner, indeholdt ikke forbedringerne fra Block I.
- RIM-7H: Ændrede vingestruktur så de passer bedre i Mk. 25 affyringssystemet, versionen var teknisk set som et RIM-7E5.
- RIM-7M: Yderligere tilpasninger betød at Sea Sparrow nu kunne affyres fra det 8-cellede Mk. 29-system. Teknisk set var modellen næsten identisk med AIM-7M og havde samtidig egenskaberne fra RIM-7F Block I+II.
- RIM-7P: Denne nye variant er ligesom AIM-7P også delt i to blocks og udstyret med et forbedret styresystem.
  - RIM-7P Block I: I denne version blev evnen til at flyve lavt og den afstandsbestemte tændsats forbedret. Introduktionen af „Jet Vane Control“-systemet blev missilerne i stand til at starte fra et Mk. 41 VLS.
  - RIM-7P Block II: Her blev computerkomponenteren opgraderet med større hukommelse, større båndbredde og udstyret med EPROM og en ny afstandsbestemt tændsats. Også missilets software blev udsat for en omfangsrig opdatering, hvilket gav forbedret ydelse mod lavtgående mål. Missilets ECCM-kapacitet blev også forbedret.
- RIM-7R: Denne version svarede teknisk set igen til AIM-7R versionen dog blev det også udstyret med det infrarøde søgehoved fra AIM-9 Sidewinder-missilet. Programmet blev herefter aflyst af omkostningsmæssige årsager.
- RIM-7T: Dette er den uofficielle første version på den næste Sea Sparrow generation – RIM-162 ESSM.